# Muriel Scuderi
Muriel Scuderi, née le 21 janvier 1970 à Marseille et morte le 22 décembre 2023 à Alès, est une joueuse de pétanque française.

## Clubs
- ?-2004 : Boule Florian Marseille (Bouches-du-Rhône)
- 2005-2007 : Boule Tamaris Alès (Gard)
- 2008-2018 : Association Sportive Salindroise (Gard)
- 2019- : Amicale Club Bouliste Barjacoise (Gard)

## Palmarès[3],[4]

### Séniors

#### Championnats de France
Championne de France
- Triplette 2009 (avec Nancy Cailotto et Fabienne Chapus) : Association Sportive Salindroise
- Triplette 2016 (avec Léa Escoda et Fabienne Chapus) : Association Sportive Salindroise
- Triplette 2017 (avec Léa Escoda et Fabienne Chapus) : Association Sportive Salindroise

Finaliste
- Triplette 2003 (avec Sylvette Innocenti et Séverine Roche) : Boule Florian Marseille
- Triplette 2004 (avec Sylvette Innocenti et Séverine Roche) : Boule Florian Marseille

#### Mondial La Marseillaise
Vainqueur
- 2002 (avec Sylvette Innocenti et Eliane Perez)
- 2006 (avec Virginie Lauer et Martine Sarda)
- 2007 (avec Fabienne Chapus et Virginie Lauer)
- 2009 (avec Fabienne Chapus et Patricia Foyot)

#### Millau

##### Mondial de Millau (1993-2002)
Finaliste
- Tête à tête 2000

##### Mondial à pétanque de Millau (2003-2015)
Vainqueur
- Doublette 2006 (avec Martine Sarda)

Finaliste
- Doublette 2004 (avec Danielle Gros)
- Triplette 2005 (avec Danielle Gros et Magalie Vierne)
- Doublette 2007 (avec Fabienne Chapus)